# Negociações de alta frequência
Negociação de alta frequência (NAF) ou em inglês:  high-frequency trading (HFT)  é uma forma primária de negociação algorítmica em finanças que surgiu em 1998. Especificamente, é o uso de ferramentas tecnológicas sofisticadas e algoritmos de computador para comercializar rapidamente commodities e ativos financeiros. As negociações de alta frequência usam propriedades estratégicas de negociação para realizar por meio dos computadores as negociações de venda e compra em escala num intervalo de menos de 11 segundos, chegando a escala de microsegundos.
Estima-se que a partir de 2009, as negociações de alta frequência foram responsáveis por 60-73% de todo o volume de negociações de ações nos Estados Unidos, com esse número cai para cerca de 50% em 2012. O nível das negociações de alta frequência costumam girar entre 70% a 80% dos mercados financeiros.
Operadores de alta frequência se movem dentro e fora das posições de curto prazo em altos volumes com o objetivo de captar, por vezes, uma fração de um centavo no lucro em cada operação. Empresas que atuam em negociação de alta frequência não consomem quantidades significativas de capital ao acumular cargos ou manter suas carteiras durante o Overnight.
Como resultado, a negociação de alta frequência tem um potencial rácio de Sharpe (uma medida de risco e recompensa) dezenas de vezes maior do que os tradicionais estratégias de compra e venda. operadores de alta frequência competem tipicamente com outros que atuam neste meio de negociação e de forma diferente dos investidores de longo prazo.
Empresas que atuam em negociação de alta frequência compensam as baixas margens com incríveis altos volumes de tradings, freqüentemente numeração na casa dos milhões. Tem sido argumentado que um incentivo núcleo em grande parte do desenvolvimento tecnológico por trás da negociação de alta frequência é essencialmente front running, em que os prazos variados na propagação de ofertas é aproveitado por aqueles que têm acesso antecipado à informação.
Um corpo substancial de pesquisas argumenta que as negociações de alta frequência e comércio eletrônico colocam novos tipos de desafios para o sistema financeiro. Os algorítmicos e a negociação de alta frequência foram descobertos por ter contribuído à volatilidade no "Flash Crash" de 6 de maio de 2010, quando fornecedores de negocições de alta freqüência rapidamente se retiraram do mercado. Vários países europeus propuseram cercear ou proibir as negociações de alta frequência devido a preocupações sobre a volatilidade.  Outras queixas contra a negociação de alta frequência incluir o argumento de que algumas empresas deste meio, raspar os lucros dos investidores quando os fundos de índice reequilibram as suas carteiras.

## História
No início de 2000, a negociação de alta frequência ainda foi responsável por menos de 10% das ordens de capital, mas essa proporção foi de imediato para iniciar um rápido crescimento. De acordo com dados da NYSE, o volume de comércio cresceu cerca de 164% entre 2005 e 2009, para que a negociação de alta frequência pode ser contabilizado. A partir do primeiro trimestre de 2009, os ativos totais sob gestão dos fundos de hedge com alta frequência estratégias de negociação eram 141.000.000 mil dólares, uma queda de cerca de 21% desde o seu pico antes que o pior das crises.

## Estratégias
Negociação de alta frequência é o comércio quantitativo que é caracterizado por períodos de poucas opções em carteira  . Todas as decisões de alocação de portfólio são feitas através de modelos quantitativos informatizados. O sucesso das estratégias de negociação em alta frequência é em grande parte impulsionado pela sua capacidade de processar simultaneamente grandes volumes de informação, algo que os comerciantes humanos comuns não podem fazer. Os algoritmos específicos são muito bem guardados pelos seus proprietários e são conhecidos como "algos". Muitos algoritmos são práticos e na verdade, são bastante simples as arbitragens as quais poderia ter sido anteriormente realizadas com menor frequência e concorrência, tende a ocorrer por meio de quem as executam o mais rápido, em vez de quem pode criar novos algoritmos e inovadores. Alguns exemplos de arbitragens padrão utilizados na negociação de alta frequência estão listados abaixo.

### Criação de mercado
Criação de mercado é um conjunto de estratégias de negociação de alta frequência que envolvem a colocação de uma ordem de limite para vender (ou oferta) ou para comprar (ou tentativa), a fim de ganhar o bid-ask spread. Ao fazer isso, os criadores de mercado oferecer contrapartida às ordens de mercado de entrada. Embora o papel do formador de mercado era tradicionalmente cumprida por empresas especializadas, esta classe de estratégia agora é implementado por um grande leque de investidores, graças à ampla adoção de acesso direto ao mercado . Como apontado por estudos empíricos. esta competição renovada entre liquidez de causas reduzido os spreads eficazes do mercado, e, portanto, reduzir os custos indiretos para os investidores finais. Concurso promovido por operadores de alta frequência ajuda a satisfazer as três primárias regras da liquidez - relacionadas a dimensões que os pesquisadores identificaram como cruciais para gestores de carteira: preço, prazos e quantidade.
Algumas empresas de negociação de alta frequência usam mercado fazendo como sua principal estratégia. Automated Trading Desk, que foi comprado pelo Citigroup em julho de 2007, tem sido um criador de mercado activo, o que representa cerca de 6% do volume total no NASDAQ e o New York Stock Exchange. A construção de estratégias de mercado fazendo normalmente envolve a modelagem precisa do alvo microestrutura de mercado,  juntamente com técnicas de controle estocásticos.
Estas estratégias aparecem intimamente relacionada com a entrada de novos espaços eletrônicos. Estudo acadêmico da entrada da Chi-X para o mercado europeu equidade revela que o seu lançamento coincidiu com uma grande negociação de alta frequência que fez mercados usando tanto o mercado incumbente, NYSE Euronext, e do novo mercado, Chi-X. O estudo mostra que o novo mercado, desde, as condições ideais à negociação de alta frequência tomada de mercado, taxas baixas (ou seja, os descontos para citações que levaram à execução) e um sistema rápido, mas a Negociação de alta frequência, igualmente activa no mercado incumbente para descarregar posições diferentes de zero.

### Ticker tape trading
Muita informação passa a ser incorporado em dados de mercado, tais como cotações e volumes. Ao observar um fluxo de cotações, os computadores são capazes de extrair informações que ainda não cruzou as telas de notícias. Como todas as informações de cotação e volume são públicas, tais estratégias são totalmente compatíveis com todas as leis aplicáveis.
Filtrar negociação é uma das estratégias de negociação de alta frequência mais primitivos que envolve o monitoramento de grandes quantidades de unidades populacionais para as variações de preços significativas ou incomuns ou atividade volume. Isso inclui a negociação em anúncios, notícias ou outros critérios de eventos. Software, então, gerar uma ordem de compra ou de venda de acordo com a natureza do evento a ser procurado.
Negociação Tick muitas vezes visa reconhecer o início de grandes encomendas que estão sendo colocadas no mercado. Por exemplo, uma grande encomenda de um fundo de pensão para comprar terá lugar ao longo de várias horas ou mesmo dias, e irá causar um aumento no preço devido ao aumento da demanda . Um arbitreur pode tentar detectar isso acontecer em seguida, comprar-se a segurança, em seguida, o lucro com a venda de volta para o fundo de pensão. Esta estratégia tornou-se mais difícil, pois a introdução de empresas de execução comércio dedicados na década de 2000 que proporcionam ótima negociação para pensões e outros fundos, especificamente projetado para remover a oportunidade de arbitragem.

### Arbitrariedade Eventual
Certos eventos recorrentes gerar respostas previsíveis a curto prazo em um conjunto selecionado de valores mobiliários. Os operadores de alta frequência tirar proveito de tal previsibilidade para gerar lucros a curto prazo.

### Arbitrariedade Estatística
Outro conjunto de estratégias de negociação de alta frequência são estratégias que exploram desvios temporários previsíveis de relações estatísticas estáveis entre títulos. arbitragem estatística em altas freqüências é usado ativamente em todos os títulos líquidos, incluindo acções, obrigações, futuros, câmbio, etc. Tais estratégias podem também envolvem estratégias de arbitragem clássicos, como coberto de paridade da taxa de juros no mercado de câmbio, o que dá uma relação entre os preços de um vínculo doméstico, um bônus denominado em moeda estrangeira, o preço à vista da moeda, e o preço de um contrato a termo sobre a moeda. Negociação de alta frequência permite arbitragens semelhantes usando modelos de maior complexidade que envolve muito mais do que quatro títulos.
O Grupo TABB estima que os lucros agregados anuais de estratégias de arbitragem de alta freqüência ultrapassou US $ 21 bilhões em 2009, embora o estudo Purdue estima os lucros para toda negociação de alta frequência foram de US $ 5 bilhões em 2009.

### Trading baseado em notícias
Notícias da empresa em formato de texto eletrônico está disponível a partir de muitas fontes, incluindo fornecedores comerciais, como Bloomberg, sites de notícias públicas e feeds do Twitter. Os sistemas automatizados pode identificar nomes de empresas, palavras-chave e, por vezes, a semântica ao comércio notícias antes de comerciantes humanos pode processá-lo.

### Estratégias de baixa latência
A classe separada, "ingênua" de estratégias de negociação de alta frequência se baseia exclusivamente em ultrabaixa latência acesso direto ao mercado de tecnologia. Nessas estratégias, os cientistas da computação dependem de velocidade para obter vantagens minúsculas em arbitragem discrepâncias de preços em alguma negociação de segurança particular, simultaneamente em mercados distintos.
Outro aspecto de baixa latência estratégia tem sido a mudança de fibra óptica para microondas tecnologia para redes de longa distância. Especialmente desde 2011, tem havido uma tendência para usar microondas para transmitir dados através de conexões de-chave, tais como a que existe entre New York e Chicago . Isto é porque as microondas que viajam no ar sofre uma redução de velocidade menor do que 1% em relação a luz que viaja no vácuo, enquanto que com fibras ópticas convencionais luz viaja mais de 30% mais lento.

## Efeitos
Os efeitos da algorítmica e negociação de alta frequência são objecto de permanente pesquisa. Reguladores reivindicar essas práticas contribuíram para a volatilidade no dia 6 de maio de 2010. e descobrir que os controles de riscos são muito menos exigentes para comércios mais rápidos.
A empresa Nnex publicou um relatório afirmando os efeitos deletérios das negociações de alta frequência. Eles olharam para a quantidade de tráfego citações comparado com o valor das operações de comércio ao longo de 4 anos e meio e viu uma diminuição de 10 vezes na eficiência.
Mercados mais totalmente automatizada como NASDAQ , Direct Edge e BATS, em os EUA, ganharam participação de mercado a partir de mercados menos automatizados, como o NYSE . Economias de escala na negociação eletrônica têm contribuído para a redução de comissões e taxas de processamento de comércio, e contribuiu para fusões internacionais e consolidar as trocas financeiras.

## Quebra da bolsa em 6 de maio de 2010
O Dow Jones Industrial Average caiu para sua maior perda em pontos em 1 dia, mas não perda percentual, para depois recuperar tudo no mesmo dia. Novos estudos comprovaram que as negociações de alta frequência causaram a queda da bolsa.
O relatório conjunto "retratou um mercado tão fragmentada e frágil que um único comércio grande poderia enviar existências em uma espiral súbita", que uma grande empresa de fundo mútuo "optaram por vender um grande número de contratos de futuros, usando um programa de computador que, essencialmente, acabou apagando compradores disponíveis no mercado", que, como um resultado das empresas de alta frequência "foram também vendendo agressivamente os contratos E-mini", contribuindo para a rápida quedas de preços.

### Riscos e controvérsia
Michael Spence, nobel de economia, afirmou que este tipo de transação deveria ser proibida. Em seu relatório a Comissão de Valores Mobiliários americana afirmou que "os criadores de mercado e outros provedores de liquidez ampliou seus spreads citações, outros reduzidas oferecidas liquidez, e um número significativo retirou-se completamente dos mercados"
A carta do Fed de Chicago de outubro de 2012, intitulado "Como manter os mercados seguros em uma era de trading de alta velocidade", os relatórios sobre os resultados de uma pesquisa de várias dezenas de profissionais do setor financeiro, incluindo os comerciantes, corretores e intercâmbios. Constatou-se que:
- controles de risco eram mais pobres na negociação de alta frequência, por causa da pressão do tempo competitivo para executar negócios sem as mais extensas verificações de segurança normalmente utilizados em operações mais lentas.
- "Algumas empresas não têm processos rigorosos para o desenvolvimento, teste e implantação de código utilizado em seus algoritmos de negociação."
- " algoritmos fora de controle eram mais comuns do que o previsto antes do estudo e que não havia padrões claros quanto à sua causa. Dois dos quatro BDs de compensação / FCM, dois terços das empresas de comércio de propriedade, e cada troca entrevistados tinham experimentado um ou mais algoritmos errantes. "

A carta recomenda novos controles sobre negociação de alta frequência, incluindo:
- Limites para o número de pedidos que podem ser enviados para uma troca dentro de um período de tempo especificado
- A "kill switch", que poderia parar de negociação em um ou mais níveis
- Limites de posição intradia que estabelecem a posição máxima que uma empresa pode tomar durante um dia
- Limites de perda ganhos e que restringem o valor do dólar que pode ser perdida.

### Negociações em flash
Outra área de preocupação refere-se a piscar negociação . Negociação Flash é uma forma de negociação em que certos participantes do mercado estão autorizados a ver a entrada de pedidos de compra ou venda de valores mobiliários muito ligeiramente mais cedo do que os participantes do mercado em geral, normalmente 30 milissegundos, em troca de uma taxa. Esta funcionalidade foi introduzida para permitir aos participantes como formadores de mercado a oportunidade de conhecer ou melhorar no National melhor oferta de compra e oferta de preços para garantir a entrada de pedidos foram pareados a preços mais vantajosos de acordo com o Regulamento NMS.
Segundo algumas fontes, os programas podem inspecionar grandes ordens como eles vêm em cada caso e usar essa informação para o lucro. Embora a recente Michael Lewis livro sobre o assunto tem direito Meninos do Flash , a maioria das trocas ou não oferecem negociação flash, ou tenham interrompido ele. Em março de 2011, a NASDAQ, BATS, e as trocas diretas de câmbio tinha tudo parou de oferecer sua competição para a funcionalidade de melhoria de preços (amplamente conhecido como "tecnologia de flash / trading").

### Negociações internas
Em 24 de setembro de 2013, foi revelado que alguns comerciantes estão sob investigação por possível vazamento de notícias e comércio dentro. Logo após o Federal Reserve anunciou seus novos comércios decisões foram registrados em Chicago mercado futuro dentro de 2 milissegundos. A informação de tal decisão, calibrado para liberar exatamente duas horas usando o relógio atômico, sendo a velocidade recorde de 1998.

## Plataformas de negociações avançadas
Normalmente, os sistemas ULLDMA (Acesso direto ao mercado de baixa latência) atualmente pode lidar com grandes quantidades de volume e se vangloriar velocidades de execução de ordens de ida e volta (de bater "transmitir fim "para receber uma confirmação) de 10 milissegundos ou menos. Tal desempenho é obtido com o uso de aceleração de hardware ou até mesmo o processamento de entrada de hardware de alta resolução de dados de mercado, em associação com protocolos de comunicação de alta velocidade, tais como 10 Gigabit Ethernet ou PCI Express. Mais especificamente, algumas empresas oferecem aparelhos de hardware completo baseado em FPGA tecnologia para obter sub-microssegundo end-to-end de processamento de dados de mercado.